# Josiah McCracken
Josiah Calvin McCracken (Lincoln, Tennessee, 30 de març de 1874 – Chestnut Hill, Filadèlfia, Pennsilvània, 15 de febrer de 1962) va ser un jugador de futbol americà, atleta i metge estatunidenc de primers del segle XX que va prendre part en els Jocs Olímpics de París el 1900.
El 1896 inicià els estudis de medicina a la Universitat de Pennsilvània, on combinà els estudis amb els esports. Destacà en el futbol americà i en atletisme, cosa que li va valer per ser seleccionat per prendre part en els Jocs Olímpics de París de 1900. Allà va disputar les proves del llançament de pes, martell i disc als Jocs de París, aconseguint la medalla de plat en pes i la de bronze en martell.
Després de graduar-se en medicina passà a treballar a la Universitat de Colúmbia com a secretari general de l'Associació Cristiana de Joves, i com un cirurgià assistent a l'Hospital St. Luke. Al cap d'un temps passà a treballar a l'Hospital de la Universitat de Pennsilvània. El 1907 marxà a la Canton, a la Xina per tal de crear una Escola Cristiana de Medicina que millorés la formació dels metges xinesos. A la Xina va viure fins a 1942, quan l'ocupació japonesa de la Xina l'obligà a tornar als Estats Units i durant uns anys es va fer càrrec de l'equip de metges residents de l'Hospital de Pennsilvània. Després de la guerra va tornar a la Xina com a degà de la St. John's Medical School.
Durant la seva llarga vida va rebre nombrosos premis acadèmics, a banda de formar part de moltes institucions de prestigi, com el Col·legi Americà de Cirurgians.